# Catedral del Inmaculado Corazón de María (Hsinchu)
La Catedral del Inmaculado Corazón de María (en chino: 聖母聖心主教座堂) también conocida como la "Catedral del Sagrado Corazón de Nuestra Señora" o la Iglesia del Norte por su ubicación, es el nombre que recibe un edificio religioso que está afiliado a la Iglesia católica y se encuentra ubicado en la localidad de Hsinchu en el norte de la isla asiática de Taiwán.
El edificio actual fue abierto para los servicios religiosos en octubre de 1957 con una capacidad para 1000 personas. A ella llegaron algunos religiosos que fueron expulsados o huyeron de la China Continental por lo que al principio tuvieron dificultades para adaptarse a los dialectos chinos locales.
El templo sigue el rito romano o latino y sirve como la sede de la diócesis de Hsinchu (Dioecesis Hsinchuensis; 天主教新竹教區) que fue creada en 1961 mediante la bula "In Taipehensi" del Papa Juan XXIII. Está bajo la responsabilidad pastoral del obispo John Baptist Lee Keh-mien.